# 声で魅せてよベイビー
『声で魅せてよベイビー』（こえでみせてよベイビー）は、木本雅彦による日本のライトノベル。イラストはヤスが担当している。第8回エンターブレインえんため大賞小説部門佳作受賞作。ファミ通文庫（エンターブレイン）より2007年1月29日に刊行された。

## ストーリー
広野昌幸は孤高のハッカーを自ら任ずる高校3年生。広野は尊敬するハッカーおっちゃんのOS解説書を手に入れるために、同人誌即売会イベントに参加する。そして、イベント会場で出会った姫野沙奈歌というアイドル声優志望の専門学校1年生の腐女子と、なりゆきで恋人ごっこにつきあわされる破目になる。

## 登場人物
広野 昌幸（ひろの まさゆき）
本編の主人公。孤高のハッカーを自ら任ずる高校3年生。広野が通っている草凪原学園は進学校であり、本人も国立大学を志望している。PDAのシステムを書き換えたり、無線ネットをクラッキングしたり出来、プログラマとしての能力は高校生としてはかなり高い。恋愛とは無縁な生活を送っていたが、年上の姫野との「恋愛ごっこ」を通じて、人間同士の絆の大切さを学んで行く。
姫野 沙奈歌（ひめの さなか）
アイドル声優志望の専門学校声優科1年生。本編のヒロイン。アイドル声優に漠然とした憧れをもっており、なれたらいいなと思っている平凡な腐女子。見栄でつきあい始めた広野の孤高の生き方や、上級生の椎名の自分に厳しい生き方に接するうちに、自分が本当にやりたいことをみきわめて、それに向かって努力して行く姿勢を学んで行く。
おっちゃん
ハッカーとして広野の師匠筋にあたる人物。年齢不詳。本名は熊原零一（くまはら れいいち）。同人誌即売会では、レイの通称でOSの解説本を販売していた（レイはプログラマーとしてのおっちゃんの呼称）。典型的なハッカーで、広野や姫野などの若者達をつかず離れず、見守るように応援する。
椎名 嬉理（しいな きり）
姫野が通う専門学校の先輩で特待生。美人。同じ声優志望でも、洋画の吹替えなどもできる本格声優を目指している。内面的には孤高な人物で、広野に近い。全てに完璧で（声優でなく）女優としての演技力もプロはだしで、声優プロダクションから勧誘を受けている。あこがれで声優をめざしている姫野をにがにがしく思っている。
大関 和義（おおぜき かずよし）
姫野が通う専門学校の先輩で特待生。椎名の彼氏的な位置だが、いまいち関係は不明。実力は自他共に求めるものの、どこか芯が弱く、姫野が失踪したときはパニック状態になってしまう。劇団を主催するなど、基本的にはリーダーシップがとれ、人の気持ちも解る好青年。
佐々木（ささき）
声優事務所、イーグレスの社長。ロン毛。「ハングリー」が口ぐせ。椎名を有望視しており、自社に入社させたいと思っている。椎名獲得のために姫野を誘惑して軟禁したり、舞台にかけつけて広野に妨害されたときには、高校生にすぎない広野相手に本気で殴る蹴るの暴行を働くなど、自分の利益のためには手段を選ばない。
山野辺（やまのべ）
姫野が通う専門学校の講師。一見、いい先生だが、有望な生徒の椎名をイーグルスに押し込むために、劇団の公演を失敗させるように佐々木社長に入れ知恵したのは彼。実は、自分が勤務する専門学校のことを第一に考えていて、姫野のような出来の悪い生徒のことはあまり考えていない。
黒玉
姫野の負の感情の塊が分離した超常的な存在。真黒で球体。眼と口もついている。自我を持ち、会話もでき、好きなところに出現できるが、広野以外の人間には見えない。痴漢の手を抑える、PDAを運ぶ、など弱い力で済むような作業を行うことも出来る。

## 既刊一覧
- 木本雅彦（著）・ヤス（イラスト） 『声で魅せてよベイビー』 エンターブレイン〈ファミ通文庫〉、2007年1月29日発売[2]、ISBN 978-4-7577-3328-2